# 里克·佩里
詹姆斯·理查德·「里克」·佩里（英語：James Richard "Rick" Perry，1950年3月4日—）是一位共和黨籍的美国政治人物，曾擔任美國能源部長及德克薩斯州州長。

## 政治生涯
1984年，他曾以民主黨人的身份當選德克薩斯州眾議員。
1989年，轉投共和黨。
1998年美國中期選舉中，他當選德克薩斯州副州長，成為美國重建時期以來首位共和黨副州長。
2000年美國總統選舉后，時任德州州長的喬治·W·布什于12月12日正式當選總統後宣布辭職，佩里接任州長的職位。此後在2002年、2006年、2010年的選舉中成功連任，成為該州歷史上迄今為止任職時間最長的州長，任期長達14年。
在擔任德克薩斯州州長期間，佩里是共和黨內的保守派的代表人物。他質疑全球暖化，并反對同性婚姻和墮胎。他相信聖經絕對正確。
他曾參加2012年美國總統選舉中的共和黨初選，但後來宣佈退選。
2014年8月15日，佩里受到德州特拉維斯縣一個大陪審團提出的濫用職權和脅迫公務人員兩項重罪指控。這是該州州長近一個世紀以來第一次遭到指控。
2015年6月4日，佩里宣布參選2016年美國總統選舉共和黨初選，但在9月11日決定退出。
2017年3月2日出任能源部長。2019年2月5日，川普總統率領閣員到國會發表国情咨文期間，佩里被指定為指定倖存者（Designated survivor）在一處秘密安全地點待命，以便在聚集在眾議院會議廳中的總統、副總統以及其他的官員面臨災難時，能按照美國總統繼任順序繼任總統職位。2019年12月1日卸任能源部長。

## 外部連結
- Governor Rick Perry （页面存档备份，存于） official state site
- Rick Perry for President official presidential campaign site
- Campaign finance reports and data （页面存档备份，存于） at the Federal Election Commission
- Financial information （页面存档备份，存于） at OpenSecrets.org.......